# Madeiro
Madeiro is een gemeente in de Braziliaanse deelstaat Piauí. De gemeente telt 8.012 inwoners (schatting 2009).